# 格哈德三世 (霍爾斯坦-倫茨堡)
格哈德三世（德語：Gerhard III.，約1292年—1340年4月1日），霍爾斯坦-倫茨堡伯爵，1304年至1340年在位。

## 家庭
1315年，格哈德與韋爾勒的索菲結婚，兩人共有2子1女：
1. 海因里希（約1317年—1384年）
2. 尼庫勞斯（英语：Nicholas, Count of Holstein-Rendsburg）（1321年—1397年）
3. 伊莉莎白（丹麥語：Elisabet af Holsten (død 1402)）（？年—1402年）